# Shelburne County
Shelburne County ist ein County (Bezirk) in der kanadischen Provinz Nova Scotia. 
Er liegt im Südwesten der Provinz, sein Verwaltungssitz ist die gleichnamige Stadt. Beide sind nach dem britischen Premierminister William Petty, 2. Earl of Shelburne benannt.

## Bevölkerung und Untergliederung
In Shelburne County leben 13.966 Einwohner (Stand: 2016).
Der Bezirk besteht aus drei Städten und zwei sogenannten municipal districts (Gemeindebezirken).
| Gemeindebezirk | Einwohner |
| -------------- | --------- |
| Barrington     | 6994      |
| Shelburne      | 4408      |

| Stadt           | Einwohner |
| --------------- | --------- |
| Shelburne       | 1686      |
| Clark’s Harbour | 820       |
| Lockeport       | 588       |

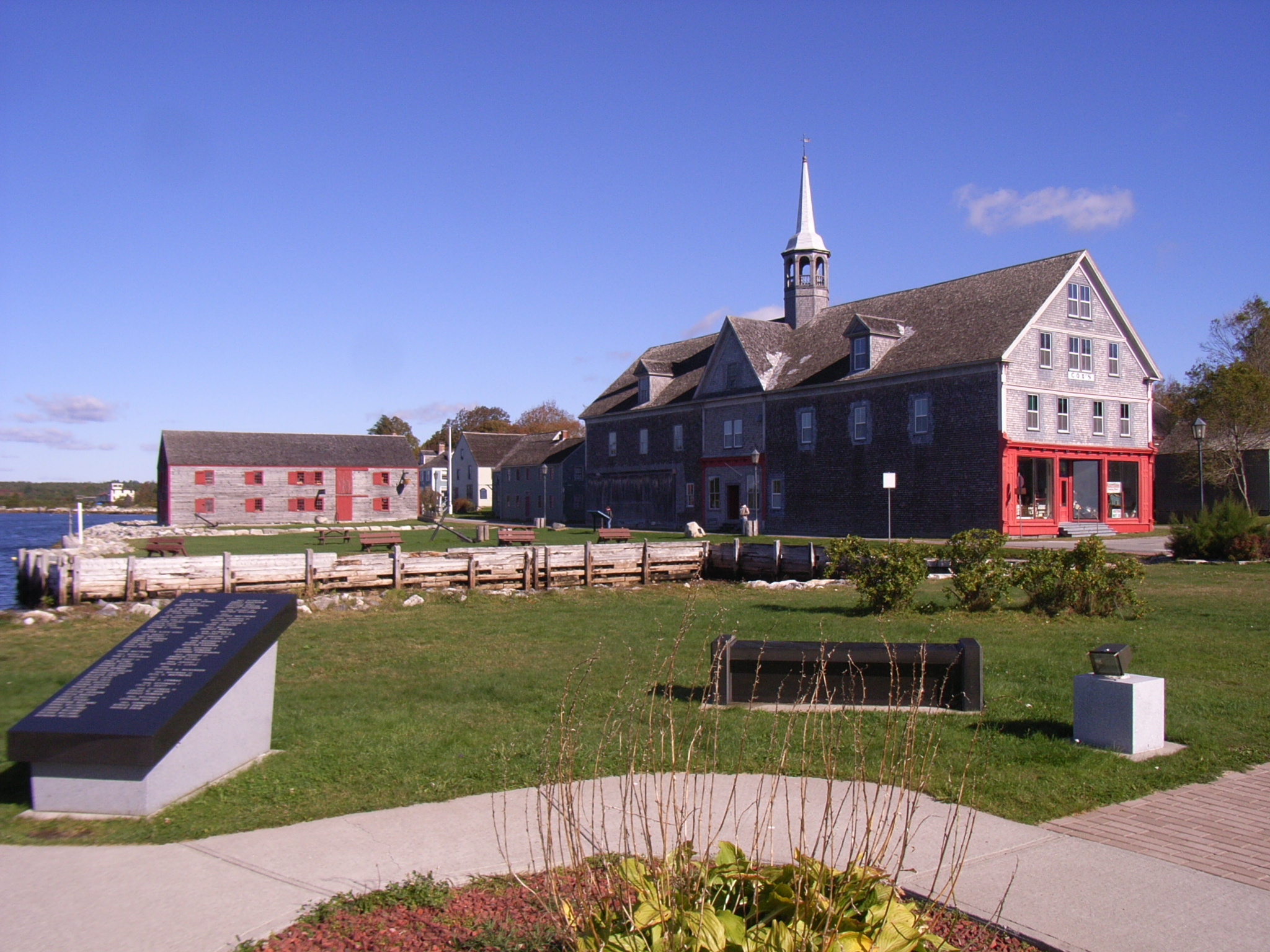
Das Warenhaus Cox in der Stadt Shelburne
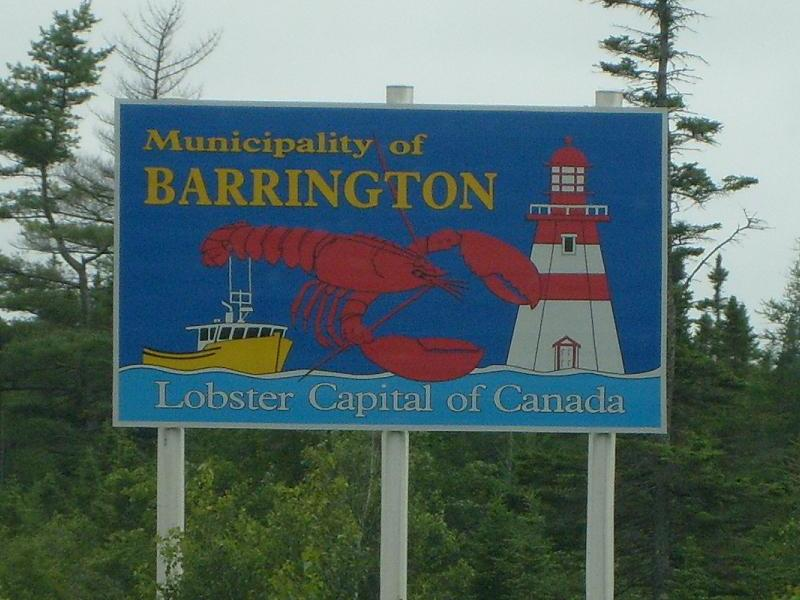
Barrington: Kanadas Hummer Hauptstadt
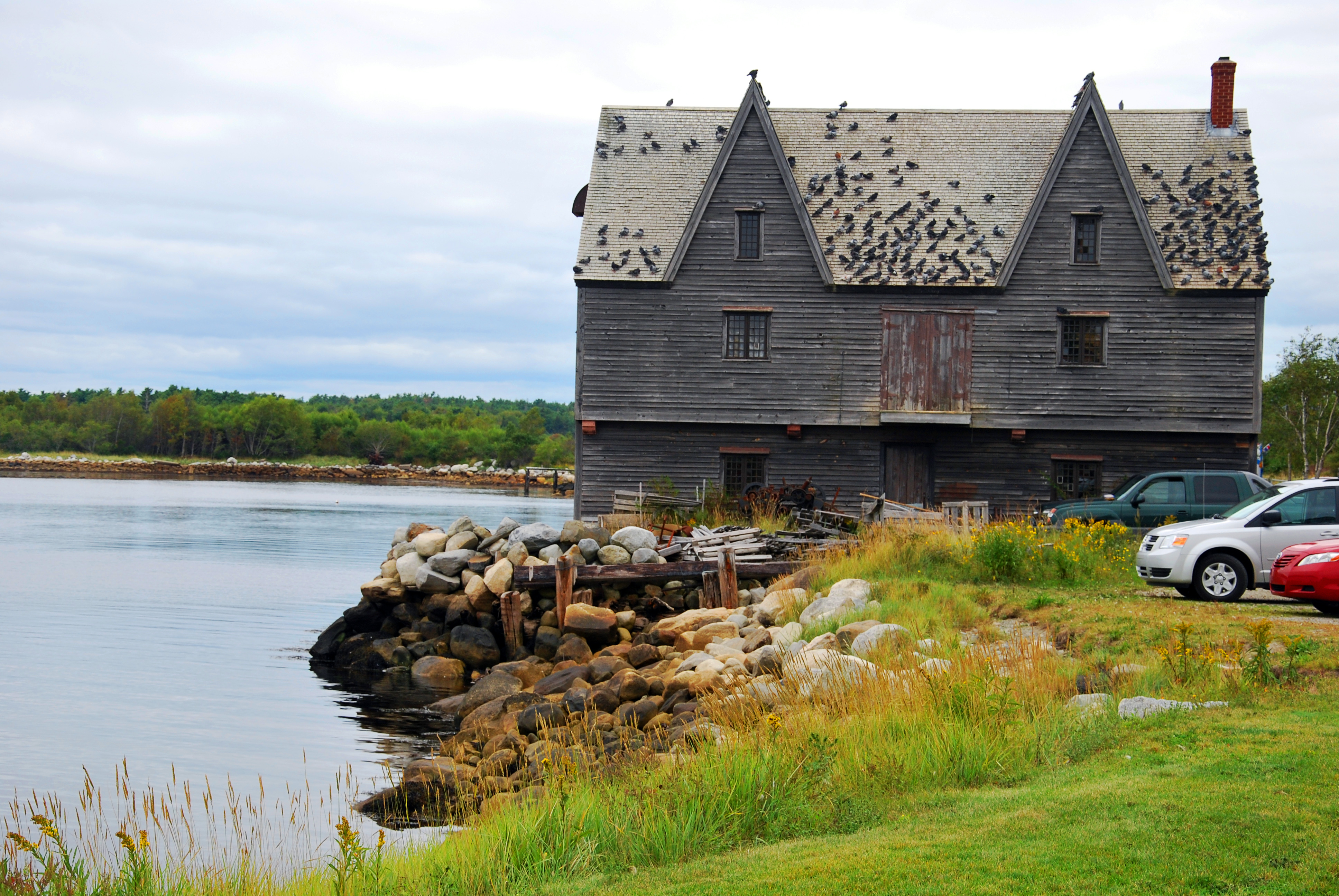
Fassfabrik in der Stadt Shelburne